# 洛佐維克
50°30′49″N 29°51′0″E / 50.51361°N 29.85000°E
洛佐維克（烏克蘭語：Лозовик）是位於烏克蘭北部的村莊，由基辅州布恰区的馬卡里夫市鎮負責管轄。該村面積0.1平方公里，海拔高度137米，2001年人口89，人口密度每平方公里890人。